# Laurijn
Laurijn, Laurin, Lauwerein of Laurinus was een middeleeuwse notabele en adellijke familie uit het graafschap Vlaanderen.

## Familie
De Laurijns werden specialisten in het indijken van polders en werden hierdoor behoorlijk rijk. De indijkingen deden ze in de eerste plaats om zelf gronden te winnen, maar ze deden het ook in opdracht van anderen, onder meer van kloosters en abdijen.
Met de opbrengsten waren ze onder meer aankopers van feodale heerlijkheden, wat hun aanzien en invloed in de maatschappij vergrootte. De familie was thuis in Brugge en Gent, alsook in het Brugse Vrije, meer bepaald in het Noordkwartier.
In de vijftiende eeuw bereikten verschillende leden van de familie hoogtepunten in hun loopbaan. Ook al namen verschillende onder hen gemeentelijke verantwoordelijkheden op, toch ging de voorkeur meestal naar activiteiten in dienst van de vorst, de hertog van Bourgondië. Bij conflicten tussen de steden en ambachten met de vorst, kozen leden van de familie meestal voor de prins.
Enkele leden van de familie werden actief in het intellectuele leven van de humanisten en hadden nauwe banden met voortrekkers zoals Erasmus, Juan Luis Vivès of Thomas More.
In de zeventiende eeuw werden nog leden van de familie in de adel bevestigd of met een titel van ridder bedacht. Stilaan verdween de familie uit het openbare leven en stierf langzaam uit, in elk geval in de mannelijke lijn van naamdragers.
Op grafzerken en grafmonumenten treft men het familiewapen aan.

## Genealogie
- Jan Laurijn 
  - Arnold Laurijn x Geneviève de Masmines
    - Laurent Laurijn x Jacqueline de Borquel
      - Gilles Laurijn x Bertha Blondeel
        - Jacques Laurijn x Pasquine Goederyck
          - Bavo Laurijn x Barbara Roels
            - Hiëronymus Lauweryn x Jacqueline Pedaert, xx Marie Strabant
              - Mathieu Laurijn x Françoise Ruffaut
                - Marcus Laurinus jr.
                - Guido Laurinus x Jeanne de Deurnaeghele

              - Marcus Laurinus
              - Pieter Laurijn x Elisabeth Donche
                - Hiëronymus Laurijn x Madeleine van de Levere
                - Mathieu Laurijn x Radegonde Duquesnoy
                  - Hiëronymus Laurijn x Jeanne De Mol
                    - Jan Laurijn x Marie De Vos

                - Catherine Laurijn x Wolfert van Borssele

              - Karel Laurijn (1505-1552)